# شكر أباد (شليل)
شکر أباد (بالفارسية: شکر آباد) هي قرية تقع في إيران في قسم شلیل الريفي. يقدر عدد سكانها بـ 797 نسمة .